# Campeonato de Futsal de la OFC 2009
El Campeonato de Futsal de la OFC 2009 fue la 6.ª edición del Campeonato de Futsal de la OFC, antes se disputaba cada 4 años y era válido como clasificatorio para la Campeonato Mundial de fútbol sala de la FIFA.
Se disputó del 7 al 11 de julio en el Vodafone Arena de Suva, Fiyi.

## Primera ronda
| País            | J | G | E | P | GF | GC | GD  | Pts |
| --------------- | - | - | - | - | -- | -- | --- | --- |
| Islas Salomón   | 3 | 3 | 0 | 0 | 24 | 6  | +18 | 9   |
| Fiyi            | 3 | 2 | 0 | 1 | 8  | 7  | +1  | 6   |
| Nueva Caledonia | 3 | 1 | 0 | 2 | 9  | 15 | −6  | 3   |
| Vanuatu         | 3 | 0 | 0 | 3 | 5  | 18 | −13 | 0   |

| 7 de julio de 2009 | Fiyi         | 2-1     | Vanuatu | Vodafone Arena, Suva       |                            |
|                    | Nair 30' 31' | Reporte | Ala 39' | Árbitro(s): Teihotu Taerea | Árbitro(s): Teihotu Taerea |

| 7 de julio de 2009 | Islas Salomón                                                                     | 8-3     | Nueva Caledonia                         | Vodafone Arena, Suva       |                            |
|                    | Ragomo 1' 37' · Lafai 14' · Lea'alafa 22' · Sikwa'ae 26' · Egata 31' · Wetney 37' | Reporte | Paulin 14' · Poiwi 17' · Tchovamili 18' | Árbitro(s): Teihotu Taerea | Árbitro(s): Teihotu Taerea |

| 8 de julio de 2009 | Fiyi                         | 3-5     | Islas Salomón                                          | Vodafone Arena, Suva |  |
|                    | Hassan 8' 39' · Shalmeen 38' | Reporte | Kapu 14' · Lea'alafa 22' 29' · Ragomo 30' · Wetney 35' |                      |  |

| 8 de julio de 2009 | Vanuatu                       | 4-5 | Nueva Caledonia                                 | Vodafone Arena, Suva |  |
|                    | Edward 4' 29' · Sifas 18' 30' | [https://web.archive.org/web/20090715073043/http://www.oceaniafootball.com/ofcnewsdetails/futsal-2009-fiji--new-caledonia-v-vanuatu-halftime-score Archivado el 15 de julio de 2009 en Wayback Machine. Reporte] | Paulin 5' · Tchovamili 17' 29' · Caunes 20' 38' |                      |  |

| 9 de julio de 2009 | Nueva Caledonia | 1-3     | Fiyi                         | Vodafone Arena, Suva |  |
|                    | Whaap 16'       | Reporte | Hassan 7' 10' · Mudaliar 31' |                      |  |

| 9 de julio de 2009 | Vanuatu | 0-11    | Islas Salomón                                                                                      | Vodafone Arena, Suva |  |
|                    |         | Reporte | Ragomo 2' · Lea'alafa 3' 25' · Wetney 4' 14' 24' 26' · Puayrana 18' · Egeta 23' 29' · Sikwa'ae 30' |                      |  |

## Fase final

### Tercer lugar
| 11 de julio de 2009 | Vanuatu                                               | 6-2     | Nueva Caledonia               | Vodafone Arena, Suva |  |
|                     | Ala 14' 18' 20' · Mansale 11' · Malas 33' · Sifas 38' | Reporte | Pourouro 11' · Tchovamili 18' |                      |  |

### Final
| 11 de julio de 2009 | Islas Salomón                                                              | 8-1     | Fiyi          | Vodafone Arena, Suva |  |
|                     | Lea'alafa 13' 39' · Kapu 11' · Wetney 14' 32' · Ragomo 14' 19' · Egeta 23' | Reporte | Tamanisau 16' |                      |  |

## Campeón
| Campeonato de Futsal de la OFC 2009 |
| ----------------------------------- |
| Islas Salomón 2.º título            |